# Molí de la Foradada
El Molí de la Foradada és una obra del municipi de Gombrèn (Ripollès) inclosa en l'Inventari del Patrimoni Arquitectònic de Catalunya.

## Descripció
La part pròpiament del molí, correspon a una estructura medieval de fàbrica molt acurada, amb carreus ben escairats i arcades ogivals de mig punt. Hom pot pensar per les restes visibles que el molí originàriament tenia forma de torre, amb habitatge a la part alta, i el molí a sota- L'aigua probablement es prenia del Gorg dels Banyuts, essent visibles encara restes del canal. Posteriorment vers el S.XVIII, el molí es degué ampliar edificant-se un annex, l'arquitectura del qual, és de tipus tradicional. Tot el conjunt es conserva, malgrat que abandonat, en un estat de conservació mitjà, conservant encara al seu interior tota la maquinària i les pedres de moldre.

## Història
No existeix cap notícia històrica del molí, però per la seva acurada arquitectura, es pensa que podria dependre directament del castell de Mataplana.
Tenint en compte que a les llegendes i tradicions sempre hi ha una mica d'història real, cal destacar que el molí es troba a prop de la boca del Gorg del Banyut tan lligats a la llegenda del Comte Arnau.